# Marius (film, 1931)
Pour les articles homonymes, voir Marius.
Série Trilogie marseillaise
Fanny
(1932)
Pour plus de détails, voir Fiche technique et Distribution.
« Marius » est un film français réalisé par Alexander Korda, sorti en octobre 1931.
Écrit par Marcel Pagnol d'après sa pièce éponyme, représentée pour la première fois le samedi 9 mars 1929 sur la scène du Théâtre de Paris, le film « Marius » est le premier volet de la « Trilogie marseillaise », selon l'appellation générique donnée à la suite de trois tragédies de Marcel Pagnol. Il précède « Fanny », sorti en 1932, et « César », sorti en 1936.
Ce film reprend la célèbre partie de cartes de la pièce, durant laquelle César s'efforce de tricher amicalement pour favoriser son comparse, Escartefigue, en s'exclamant astucieusement : « Tu me fends le cœur ! »

## Synopsis

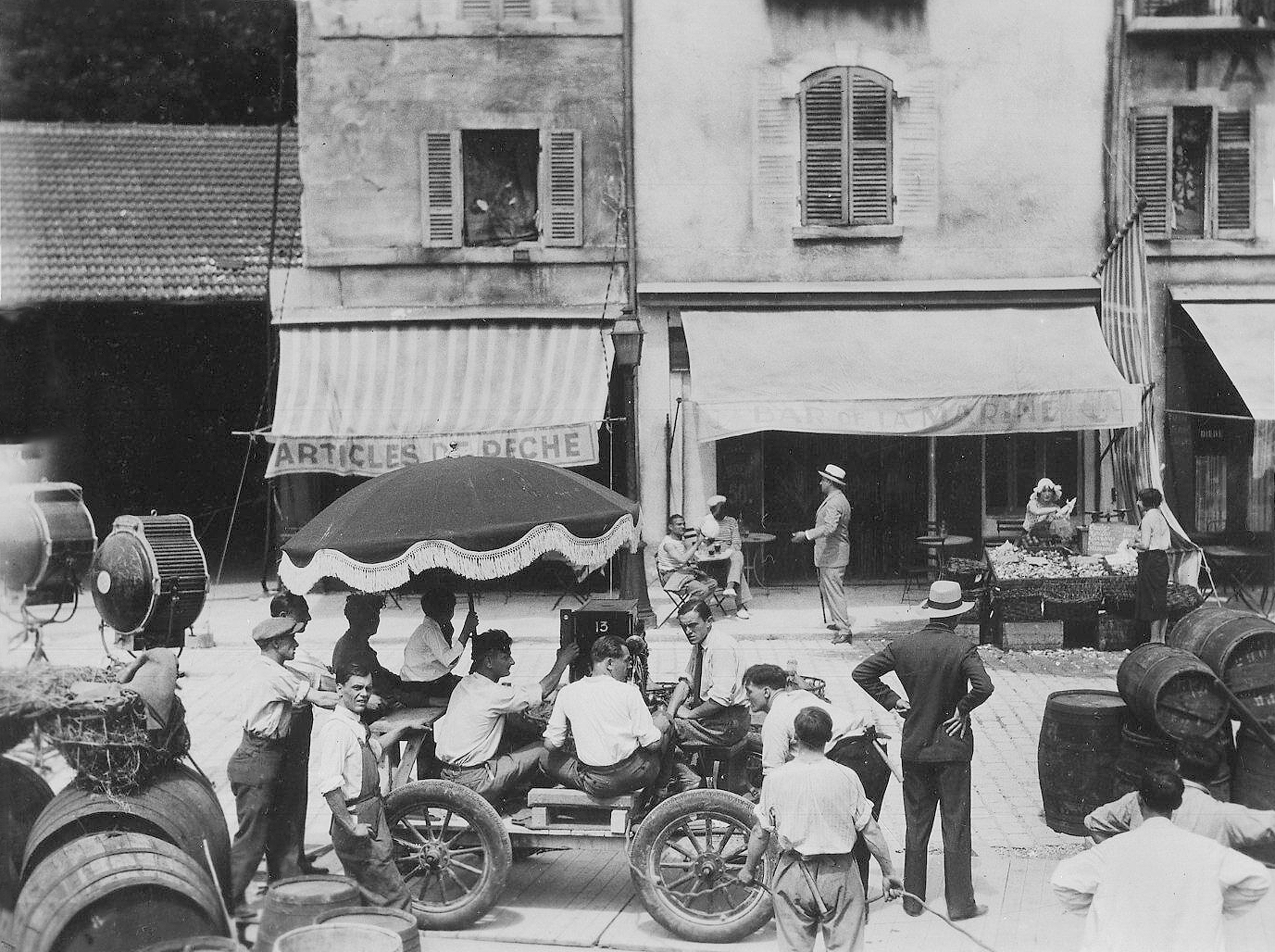
Tournage du film en 1931 (photo Paramount France).

L'action se déroule principalement sur le Vieux-Port de Marseille et plus particulièrement dans le Bar de la Marine de César, où travaille son fils, Marius.
Jeune adulte, Marius tient le comptoir du bar mais il n'a qu'un rêve, embarquer sur l'un des bateaux qui traversent le port et prendre le large vers les pays lointains. Fanny, marchande de coquillages devant le bar avec sa mère, aime discrètement Marius depuis l'enfance. Et Marius, sans l'avouer, a toujours aimé Fanny mais garde ses distances avec elle. Pour pousser Marius à lui déclarer ses sentiments, Fanny attise sa jalousie en se laissant courtiser par le quinquagénaire Panisse, riche maître voilier et vieil ami de César.
Malgré les trente années qui les séparent, Panisse la demande en mariage. Cette annonce provoque une vive dispute entre Marius et Panisse. Fanny éconduit alors Panisse et déclare son amour à Marius. Marius avoue l'aimer tout autant, mais il est toujours tenaillé par son désir de partir vers le grand large. Sollicité pour un engagement immédiat sur un navire d'exploration, il voit le poste lui échapper et laisse alors libre cours à son amour et à son désir pour Fanny.
Un mois plus tard, au petit matin, alors qu'Honorine, la mère de Fanny rentre prématurément d'une visite auprès de sa sœur, elle découvre les deux amants endormis dans la chambre de Fanny. Elle se précipite chez César et tous deux décident de les marier au plus vite. Mais au même moment, une nouvelle occasion de partir s'offre à Marius.
Fanny, comprenant que Marius ne sera jamais heureux tant qu'il n'aura pas cédé à sa folie de la mer, choisit de se sacrifier pour lui, prétendant qu'elle préfère finalement une vie rangée avec Panisse. Marius, aveuglé mais soulagé, s'écrie « Toi, tu épouses l'argent de Panisse et moi, j'épouse la mer » ; il se rue aussitôt vers le navire en partance, baptisé la Malaisie. Fanny, bouleversée et déchirée, retient ses larmes pour cacher à César le départ imminent de son fils mais en entendant une voix qui crie « Il part, il part... », elle s'évanouit d'émotion dans les bras de César. César aussitôt appelle Marius à l'aide, « Marius ! Où il est ce petit, bon Dieu ? » ; sur le large plan en plongée de la Malaisie qui sort du port, César appelle une dernière fois « Marius ! ».

## Genèse du film

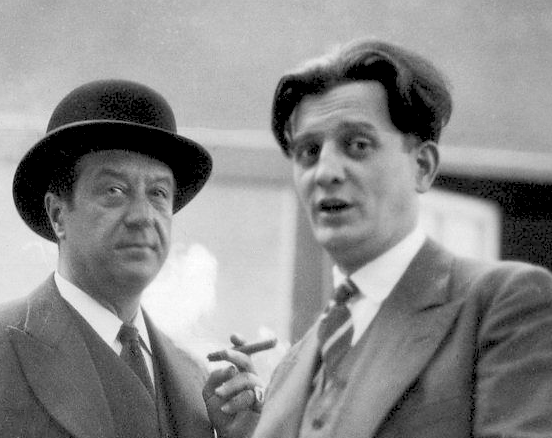
Raimu et Marcel Pagnol en 1931, aux studios Paramount France.

Alors que la pièce est déjà jouée au théâtre, Marcel Pagnol se rend à Londres pour visionner Broadway Melody, de Harry Beaumont, généralement présenté comme le premier film entièrement sonore de l’histoire du cinéma. L'écrivain français comprend alors que le cinéma offre une nouvelle possibilité d’écriture. Il décide de rencontrer le patron de la Paramount et réussit à le convaincre de prendre Alexander Korda pour réaliser le film, Pagnol s’occupant de la direction des acteurs.

## Fiche technique
- Titre : « Marius »
- Réalisation : Alexandre Korda
- Supervision : Marcel Pagnol

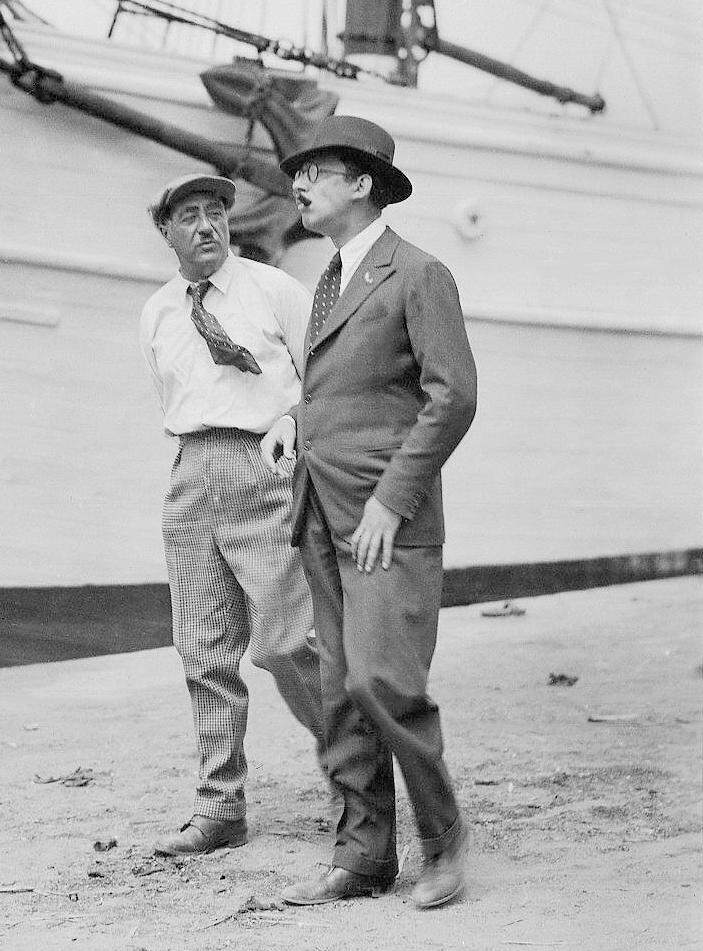
Raimu et Alexander Korda en 1931, lors du tournage à Marseille (photo Paramount France).

- Scénario : Marcel Pagnol, d'après sa pièce de théâtre
- Musique : Francis Gromon
- Photographie : Ted Pahle
- Décors : Alfred Junge et Vincent Korda
- Montage : Roger Spiri-Mercanton[3]
- Production : Robert Kane[4],[5] et Marcel Pagnol pour Paramount Pictures
- Tournage : extérieurs à Marseille (Vieux-Port), intérieurs aux Studios de Saint-Maurice (Val-de-Marne), nouvellement acquis par la société américaine de cinéma « Paramount ».
- Pays d'origine :  France
- Format : Noir et blanc - 35 mm - 1,37:1
- Langue : français
- Genre : mélodrame
- Durée : 120 minutes
- Dates de sorties : France :
  - Vendredi 9 octobre 1931 (salle « Paramount », 2 boulevard des Capucines, à Paris).
  - Mercredi 9 décembre 2015 (version restaurée 4K).
- Affiches : Henri Cerutti, Albert Dubout, Roger Soubie (France)

## Distribution
- Raimu : César Ollivier, patron du Bar de la Marine
- Pierre Fresnay : Marius Ollivier, son fils
- Orane Demazis : Fanny Cabanis, petite marchande de coquillages
- Alida Rouffe : Honorine Cabanis, sa mère
- Fernand Charpin : Honoré Panisse, maître voilier du Vieux-Port
- Paul Dullac : Félix Escartefigue, capitaine du ferry boat
- Mihalesco : Piquoiseau, ancien marin devenu mendiant
- Robert Vattier : Aldebert Brun, vérificateur des douanes
- Édouard Delmont : Le Goëlec, second de la Malaisie
- Lucien Callamand : le capitaine de la Malaisie
- Milly Mathis : Claudine Foulon, tante de Fanny
- Zé Digiovanni : Innocent Mangiapan, le chauffeur du ferry boat[6]

Acteurs principaux
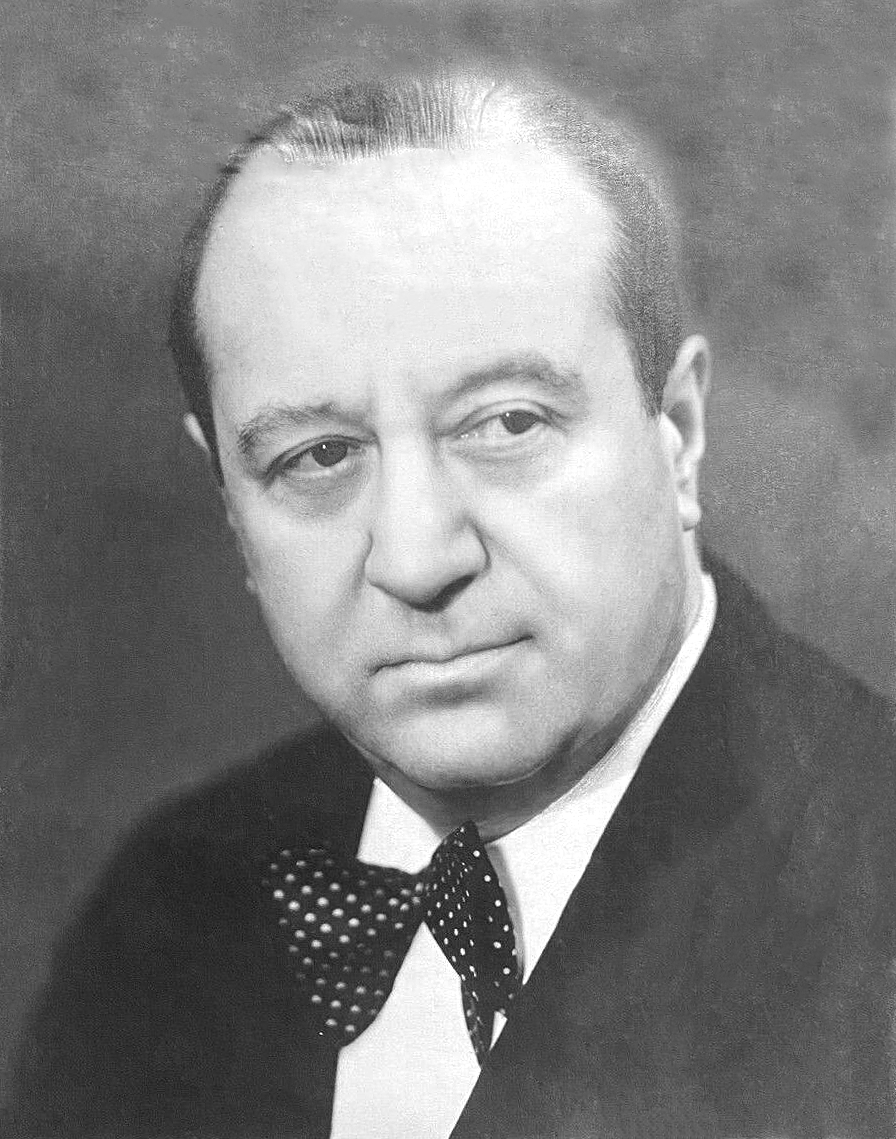
Raimu (César Ollivier).
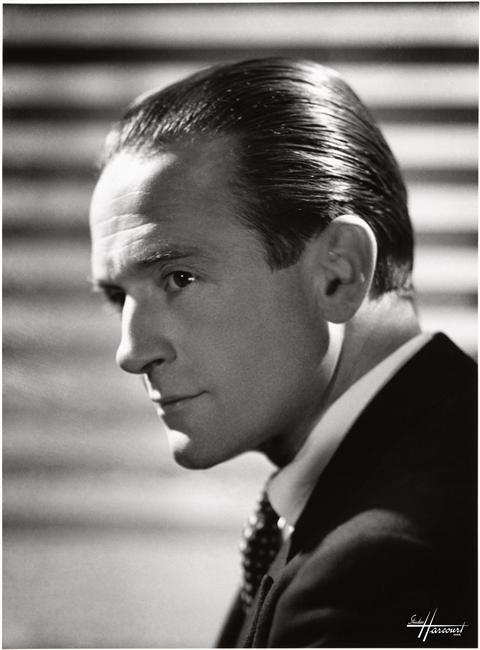
Pierre Fresnay (Marius Ollivier, fils de César).
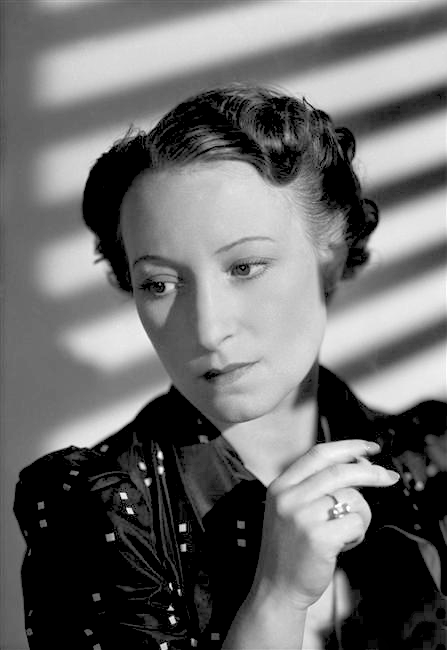
Orane Demazis (Fanny Cabanis).
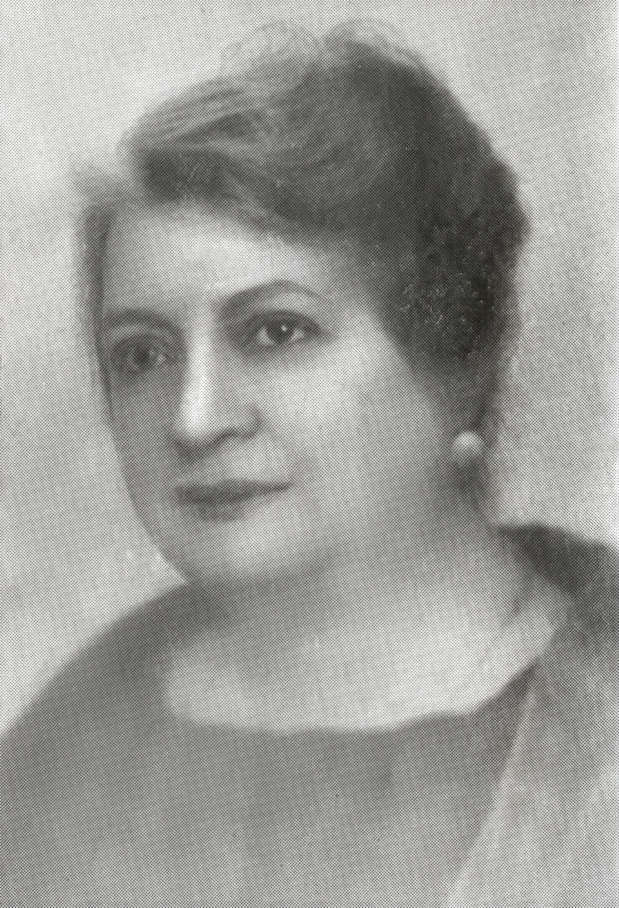
Alida Rouffe (Honorine Cabanis, mère de Fanny).
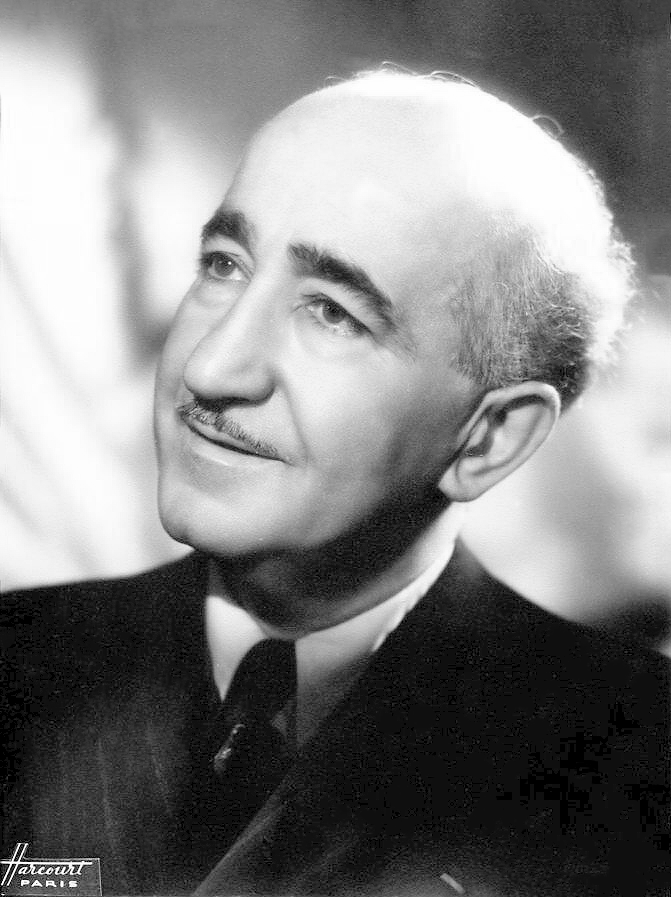
Fernand Charpin (Honoré Panisse).
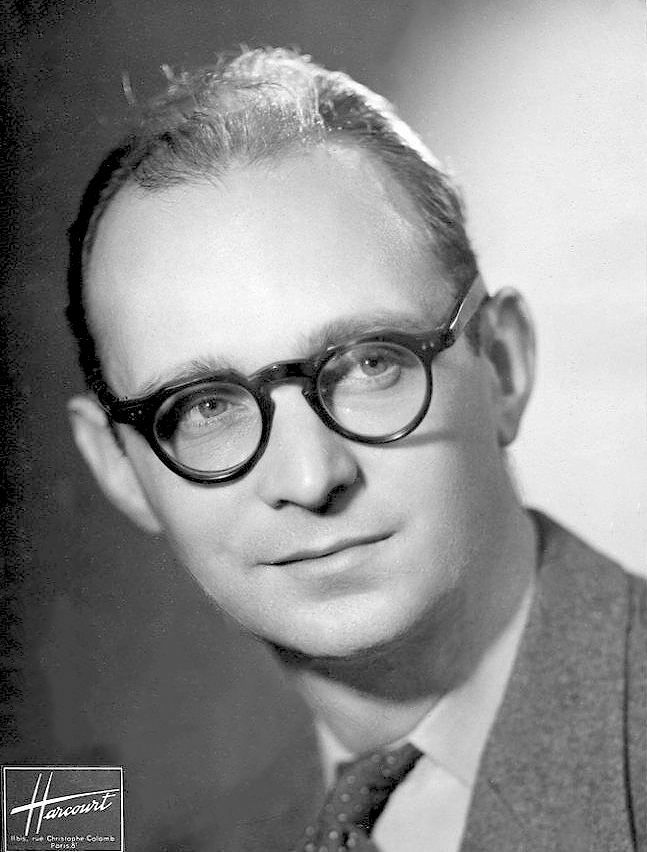
Robert Vattier (Aldebert Brun, dit « Monsieur Brun »).
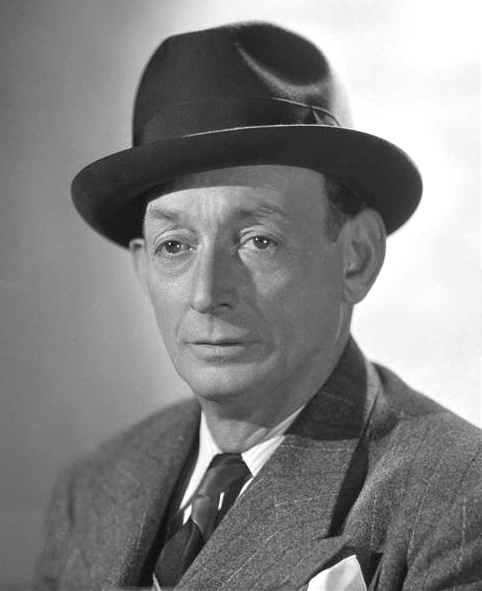
Édouard Delmont (Le Goëlec, marin).
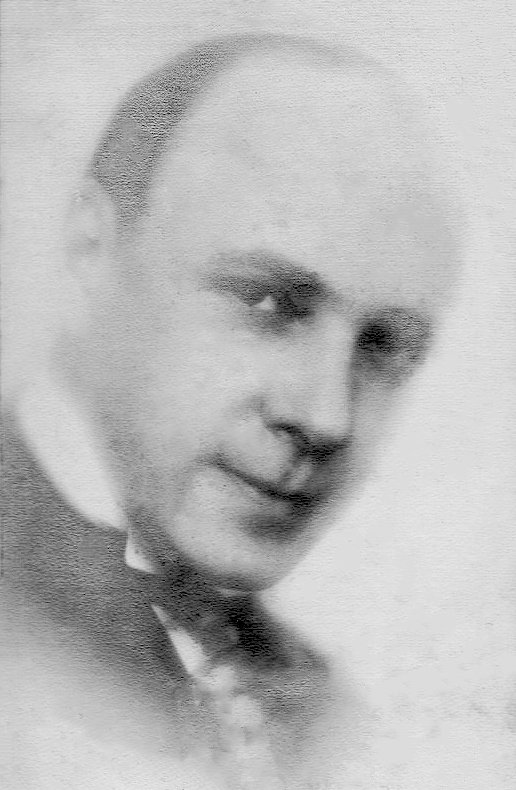
Lucien Callamand, capitaine).
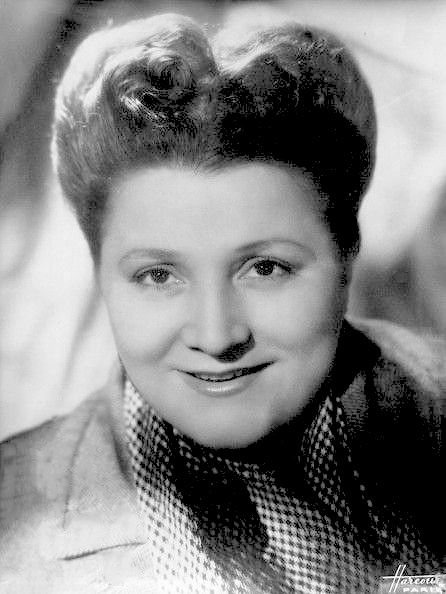
Milly Mathis (Claudine Foulon, tante de Fanny).
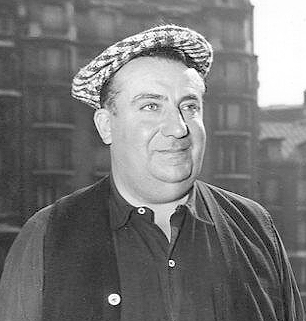
Paul Dullac (Félix Escartefigue, capitaine du Ferry-boat)

## Appréciation critique
Dès sa sortie, ce film est bien accueilli par le public français et les critiques sont bonnes. La revue de cinéma française hebdomadaire Pour vous consacre deux pages dans le no 152 daté du 15 octobre 1931 au « grand film de Marcel Pagnol ». Cette épopée marseillaise marque longtemps la mémoire des Français. Premier élément de la Trilogie marseillaise, le film bénéficie, avec les deux volets qui lui font suite, de nombreuses rediffusions au cinéma et à la télévision.
Plusieurs décennies après la sortie de ce film, les critiques des spécialistes du cinéma français restent, le plus souvent, très élogieuses, comme en témoigne l'avis ci-dessous :

« Avec Marius, le coup de génie de Pagnol a été de créer des personnages qui existent non seulement le temps d'une pièce ou d'un film, mais au-delà. Des personnages « ouverts », dont on voudra connaître les antécédents, prévoir le futur. Ce qui suffirait déjà à justifier la nécessité d'une suite. »

— Claude Beylie, Marcel Pagnol ou le Cinéma en liberté, Éditions de Fallois, 1995.

## Autour du film

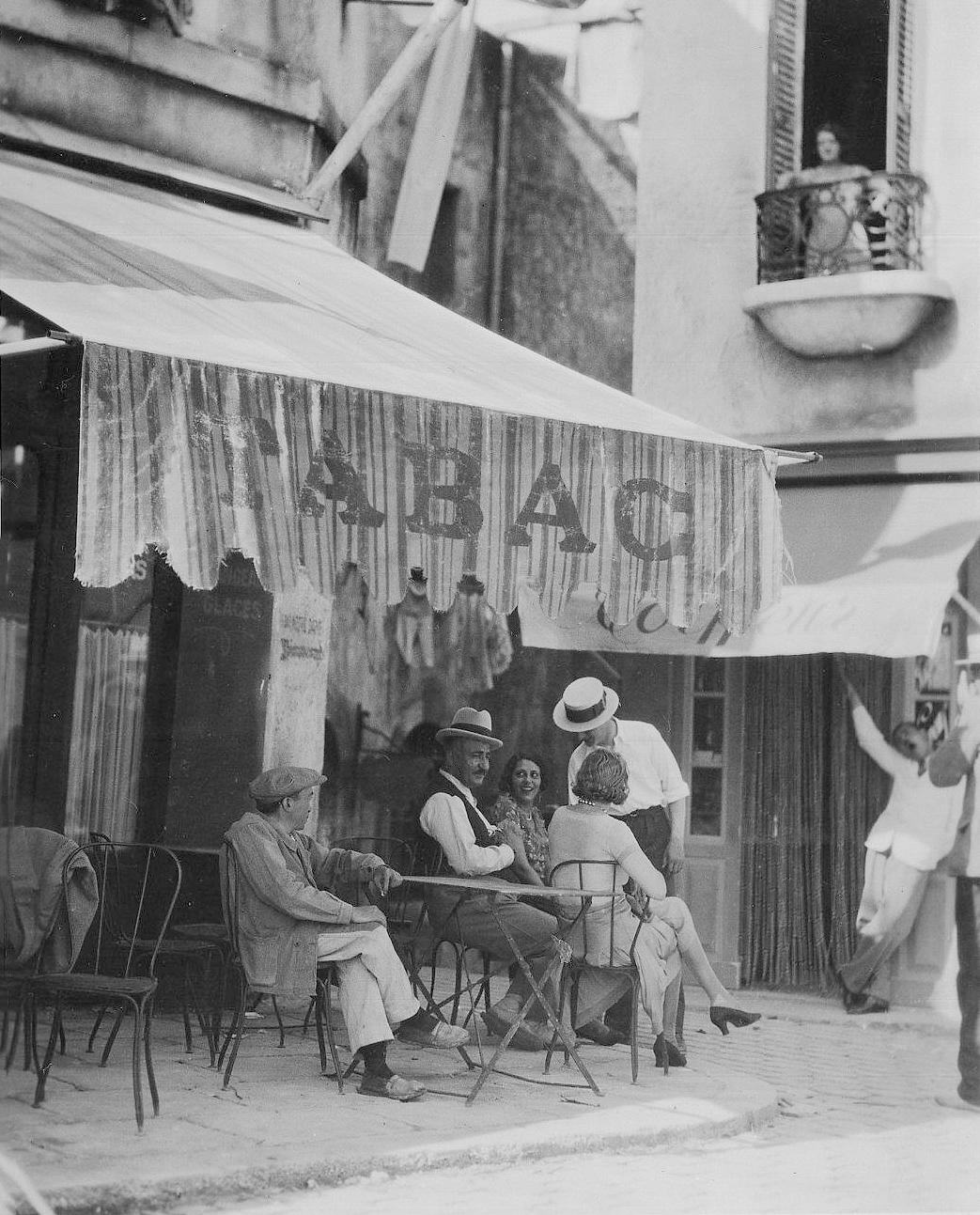
Charpin en 1931 lors du tournage (photo Paramount France).

### Autour des acteurs

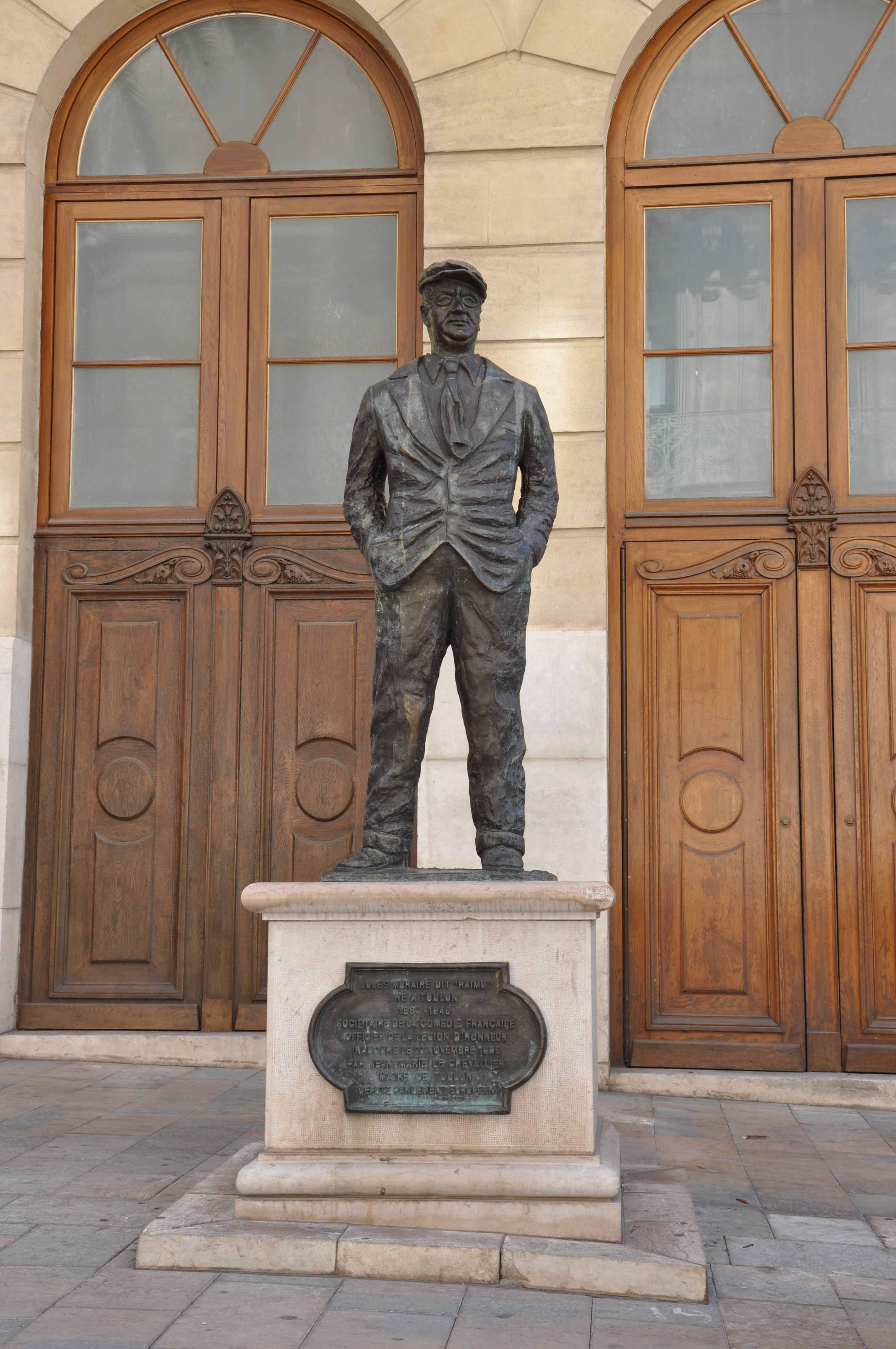
La statue de Raimu à Toulon (sa ville natale) le représente en personnage de César, le patron du bar de la Marine

À l'origine de la pièce et selon l'aveu même de Marcel Pagnol, Raimu est censé interpréter le rôle de Panisse, mais c'est à la demande même de l'acteur toulonnais, déjà célèbre à l'époque, que les rôles furent inversés : 
« Je veux être le propriétaire du bar. Ce n'est pas monsieur Raimu qui va rendre visite à monsieur Charpin [lequel jouera Panisse, le maître voilier amoureux de Fanny] mais c'est monsieur Charpin qui doit venir chez monsieur Raimu. »
Marcel Pagnol baptise le chauffeur du ferry boat du nom d'Innocent Mangiapan, l'empruntant à un de ses camarades de classe, cancre invétéré, décrit dans Le Temps des secrets et Le Temps des amours.
Il s'agit du premier rôle d'Orane Demazis dans un film, laquelle a créé le personnage au théâtre. La comédienne est la compagne de Marcel Pagnol dont elle aura un fils en 1933, Jean-Pierre Burgart mais non reconnu, alors que l'écrivain et scénariste est encore marié mais séparé d'avec Simonne Collin.
En hommage à deux acteurs du film, deux avenues de Marseille portent le nom de Raimu et de Milly Mathis.

### Lieux de tournage
Les scènes d'intérieur (notamment du bar de la marine) ont été effectuées dans les studios de Joinville, près de Paris et les scènes extérieures ont été tournées à Marseille, notamment sur le Vieux-Port.

### Affiches du film
De nombreuses affiches furent imprimées et utilisées lors de la sortie du film et à l'occasion de ses rediffusions sur le grand écran. En 1948, le célèbre dessinateur Albert Dubout ou encore Marius Rang, Roger Soubie, signe plusieurs affiches, dont l'une représente la fameuse partie de cartes, considérée par de nombreux cinéphiles français comme un des passages les plus célèbres de la trilogie, voire du cinéma français.

### Crédits
Auteur de la pièce d'origine, scénariste, producteur et décisionnaire sur le tournage, Pagnol n'est pas crédité comme coréalisateur du film ; son nom apparaît au troisième carton du générique, juste après celui du titre : « Marius de Marcel Pagnol ».

### Versions et suite
Le film fut tourné simultanément par Alexander Korda en versions allemande (Zum goldenen Anker) et suédoise (Längtan till havet),.
Le film suivant de la trilogie, Fanny, reprend l'action au point exact où Marius s'est provisoirement achevé, César regardant vers le port sans comprendre que son fils vient de s'embarquer.
Si en 2013, Daniel Auteuil tourne une nouvelle adaptation de la pièce de théâtre et sa suite Fanny, il ne terminera jamais la trilogie.

## Adaptations
- 1938 : Port of Seven Seas, film américain de James Whale : scénario couvrant l'ensemble de la trilogie.
- 1942 : 海猫の港 - Umineko no minato (« Le Port aux mouettes »), film japonais de Yasuki Chiba (93 minutes, 35 mm, noir et blanc). Remake de Marius. Sur le port de Karatsu en 1897, alors que le Japon commence à développer son empire d'outre-mer, une famille tient le bar La Taverne de l’ancre. Le fils a une chance unique de s’embarquer, contre l’avis de son père, d'où le dilemme entre les intérêts de l’Empire et la famille.
- 1949 : 春の戯れ - Haru no tawamure (« Flirt de printemps »), film japonais de Kajirō Yamamoto (109 minutes, noir et blanc), avec Hideko Takamine (Fanny) et Jūkichi Uno (Marius). Après 風の子 - Kaze no ko (« L’enfant du vent »), c'est le second film de ce réalisateur sur le thème de l’appel de la mer opposé à celui de l’amour.
- 1954 : Création à Broadway de la comédie musicale américaine Fanny, adaptant l'ensemble de la Trilogie marseillaise.
- 1961 : Fanny, adaptation cinématographique par Joshua Logan de la comédie musicale (mais sans numéros musicaux), avec Leslie Caron (Fanny), Horst Buchholz (Marius), Charles Boyer (César) et Maurice Chevalier (Panisse).
- 1967 : 愛の賛歌 - Ai no sanka (« Hymne à l’amour »), film japonais de Yōji Yamada (94 minutes). Ce troisième remake japonais, couvrant les scénarios de Marius et Fanny, transpose le drame dans une petite île de la mer intérieure de Seto où les amoureux sont séparés par l'immigration vers le Brésil.
- 2000 : Marius, téléfilm français de Nicolas Ribowski avec Roger Hanin (César) et Henri Tisot (Panisse)
- janvier 2009 : César, Fanny, Marius, pièce inspirée de la trilogie. Adaptation et mise en scène de Francis Huster. Avec Jacques Weber (César), Hafsia Herzi (Fanny) et Stanley Weber (Marius) au Théâtre Antoine.
- 2013 : Marius, film français de Daniel Auteuil, avec Daniel Auteuil (César), Victoire Bélézy (Fanny) et Raphaël Personnaz (Marius).

## Restauration
Le film est restauré en 2015 par la Compagnie méditerranéenne de films, la Cinémathèque française et les laboratoires Digimage,, et ressort le mercredi 9 décembre 2015.
En 1962, la bande sonore intégrale du film fait l'objet d'une « vinylisation » (enregistrement sur disque microsillon) avec des commentaires de Marcel Pagnol.